# Verteidigungsbezirkskommando 75
Das Verteidigungsbezirkskommando 75 war ein Verteidigungsbezirkskommando der Bundeswehr mit Sitz des Stabs in Chemnitz. Hauptaufgabe des Kommandos war die Territoriale Verteidigung in seinem Verteidigungsbezirk.

## Geschichte

### Aufstellung
Nach der Wiedervereinigung wurden im ehemaligen Militärbezirk III der Landstreitkräfte der Nationalen Volksarmee zügig die aus Westdeutschland bekannten territorialen Strukturen geschaffen (vgl. die Gliederung des Territorialheeres um 1989). Das Verteidigungsbezirkskommando 75 wurde zur Einnahme der Heeresstruktur V Anfang der 1990er-Jahren als Teil des Territorialheeres ausgeplant und dem Befehlshaber im Wehrbereich VII unterstellt. Angelehnt an die zivile Verwaltungsgliederung in Westdeutschland sollte der Verteidigungsbezirk in etwa einem (zukünftigen) Regierungsbezirk entsprechen. Bei der Aufstellung orientierte man sich aber beim Zuschnitt des neuen Verteidigungsbezirks zunächst noch ungefähr an dem aus der Deutschen Demokratischen Republik bekannten Bezirk Karl-Marx-Stadt (kurzzeitig auch Bezirk Chemnitz). Entsprechend war auch der Standort des Stabs Chemnitz. Als im Land Sachsen Regierungsbezirke eingerichtet wurden, entsprach der Verteidigungsbezirk in etwa dem Regierungsbezirk Chemnitz.

### Wechsel in die Streitkräftebasis
2001 wurde das Territorialheer aufgelöst. Die Wehrbereichskommandos und Verteidigungsbezirkskommandos wurden der neu aufgestellten Streitkräftebasis unterstellt. Die Wehrbereiche und Verteidigungsbezirke wurden grundlegend neu geordnet und ihre Anzahl reduziert. Das in etwa den Regierungsbezirk Leipzig umfassende Verteidigungsbezirkskommando 74 wurde zum 30. September 1999 aufgelöst und sein Westteil dem Verteidigungsbezirk 75 eingegliedert. Das Verteidigungsbezirkskommando 75 wurden dem „neu“ aufgestellten Wehrbereichskommando III unterstellt. Die unterstellten Verteidigungskreiskommandos wurden aufgelöst und seine Aufgaben teils den neu aufgestellten Kreisverbindungskommandos übertragen.

### Auflösung
Das Verteidigungsbezirkskommando wurde Ende 2006 außer Dienst gestellt. Einige seiner Aufträge wurden dem neu aufgestellten Landeskommando Sachsen sowie den unterstellten Bezirksverbindungskommandos übertragen.

## Verbandsabzeichen

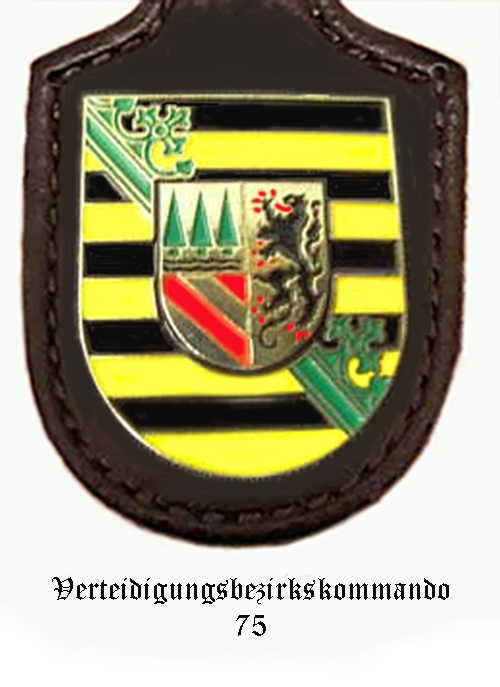
Internes Verbandsabzeichen des Stabes/Stabskompanie

Das Verteidigungsbezirkskommando führte aufgrund seiner Ausplanung als überwiegend nicht aktiver Truppenteil kein eigenes Verbandsabzeichen. Die wenigen aktiven Soldaten trugen daher das Verbandsabzeichen des übergeordneten Wehrbereichskommandos.
Als „Abzeichen“ wurde daher unpräzise manchmal das interne Verbandsabzeichen des Stabes und der Stabskompanie „pars pro toto“ für das gesamte Verteidigungsbezirkskommando genutzt. Das interne Verbandsabzeichen zeigte als Hinweis auf den Stationierungsraum Figuren mit Verbindung zur Region:
der schwarz-gold geteilte Hauptschild mit dem aufgelegten grünen Rautenkranz ähnlich wie im Landeswappen Sachsens. Der aufgelegte Herzschild zeigt wie im Chemnitzer Stadtwappen den Meißner Löwen, Tannen wie in vielen Wappen im Erzgebirgskreis und im Vogtlandkreis, sowie die schönburgische rot-weiße Schildteilung wie im ehemaligen Stadtwappen des Landkreises Chemnitzer Land bzw. wie im Wappen des Landkreises Zwickau.